# ユリア (北斗の拳)
ユリアは、漫画『北斗の拳』に登場する架空の人物。本作のヒロイン。

## 人物
南斗六聖拳最後の将。「慈母星」を宿星に持つ美しい女性であり南斗正統血統。その「慈母」の光は、あまねく人々に降りそそがれ、「北斗」と一体となる事で天の平定をもたらすとされる。
ケンシロウの婚約者にして、ラオウ、トキ、シン、ジュウザら、北斗・南斗の多くの男たちを魅惑した。トキから彼女の話を聞かされたマミヤは「知る男全てが心惹かれる存在」と嫉妬と諦めにも似た感情を抱く。
幼少の頃より未来を予知する能力があり、しばしば“天の声”を聞いているが、自身の運命は予見できない（『北斗の拳ユリア外伝 慈母の星』）。予知の力を発現するシーンは、2007年の新OVA『ユリア伝』にもある。
癒やし（ヒーリング）の力も持っており、修行時代に厳しい稽古で動けなくなったラオウも体感している他、TVアニメでは負傷したラオウの部下の傷の痛みを、掌を当てるだけで取り去っている。
南斗六星の一人であるが、南斗聖拳の使い手ではないため、南斗五車星の戦士が命を賭けて（南斗正統血統である）彼女を守護する。
天狼星のリュウガは実兄であり、五車星の雲のジュウザは異母兄に当たる（リュウガはジュウザの異母兄）。核戦争勃発時に死の灰を浴びており、長くは生きられない身となる。

## 身体的特徴
身長168cm 体重57kg、B/W/H：86/59/85。
アニメでは登場時期や作品によってロングヘアーのカラーリングと瞳の色に差異がある。
- ケンシロウとの過去の回想シーンなどは赤茶色の髪に青い瞳だったが、シンにさらわれサザンクロスにいた時期では紫の髪に銀色の瞳であり、第4部での「南斗最後の将」として再登場以降（『北斗の拳2』での回想シーンも含む）では、オレンジに近い茶色の髪で青い瞳である（TVアニメ版）。
- 1986年劇場版では、オレンジに近い茶色の髪で青い瞳。
- 2007年新OVA『ユリア伝』では、黒に近い茶色の髪に黒瞳。
- 2007年新劇場版『ラオウ伝 激闘の章』、2008年新OVA『トキ伝』、2008年新劇場版『ケンシロウ伝』では、黒に近い茶色の髪と黒に近い瞳。
- 2013年アニメ『DD北斗の拳』では、濃い青髪と緑瞳。

一人称は原作・『DD北斗の拳』では「わたし」、TVアニメ版では「わたくし」である。

## 来歴
南斗正統血統として、南斗の将となるべき宿命に生まれたユリアは、幼少期、母の胎内に一切の感情と言葉を置き忘れた無口無表情な少女だった。ある日、それを見かねた南斗の後見人（原作では詳細は不明。アニメではこの役をリハクが務める。新OVA『ユリア伝』ではダーマ）によって、彼女は南斗と表裏一体である北斗の聖地へと連れて行かれる。
北斗錬気闘座でユリアは、まだリュウケンから北斗神拳の修行が許されていない幼いケンシロウと、そのケンシロウを「才がない」と見なし、禁を破って稽古をつけていたラオウと出会う。ラオウから睨まれたユリアは、感応して手に持っていた鞠を落とし、それを拾ったケンシロウが優しい表情をして手渡した時、その顔に微笑を浮かべた。この出来事によってユリアの感情が戻るが、その時リュウケンは、「北斗二人に南斗一人」という構図に、ケンシロウとラオウが将来、ユリアをめぐって戦うことになるのではと危惧する。そしてそれは、シン等を含む形で現実のものになってしまう。なお、新OVA『ユリア伝』におけるこの場面は、ラオウ、トキ、ケンシロウ、ジャギの4人が一緒に修行している。また、ユリアが持っていたのはトビーという犬である。
成長したユリアはケンシロウと婚約したが、ケンシロウが北斗神拳正統伝承者に決まり、二人で共に旅立つ日に、ユリアは南斗聖拳のシンに強奪される。シンは、ユリアひとりの愛を得るがために、与えうる全てを与えようと暴力と殺生の限りを尽くし、ついには彼女のためだけの街“サザンクロス”を築き上げた。しかし、自分が生きている限り、シンの略奪と殺戮が続くであろうことに絶望したユリアは、自らの命を絶とうと居城より身を投げた。そこを南斗五車星の戦士に何らかの形で傷一つ負うことなく救われた。五車星からラオウの進撃を知ったシンは彼女を五車星に託す。
その後ユリアの生存は五車星により秘密裏に隠蔽され、シンがあえて“ユリア殺し”の汚名を被ったこともあって、ケンシロウもラオウも彼女が既に亡くなったものと思っていた。だが、2人の最終決戦が間近になった頃、天の平定を願う「南斗六聖拳・最後の将（南斗最後の将）」として再び世に現れ、宿星の慈母の光はすべての人々に向けられることになる。
ケンシロウとラオウは、「南斗最後の将」の正体がユリアであることを知って南斗の都へと向かうが、南斗五車星の戦士たちの奮戦もむなしく、彼女はケンシロウとの再会を果たすことができず、一時ラオウに奪われる。その後ケンシロウとラオウは、二人がユリアと最初に出会った北斗錬気闘座で最終決戦を迎え、死闘の末にケンシロウが勝利して、ようやく彼女はケンシロウと邂逅することができた。
ケンシロウがラオウを倒した後、乱世の時代は恐怖による統治から光が甦って平安が訪れたが、北斗の継承を争ったケンシロウとラオウ、そして「南斗最後の将」であるユリアなしでは、北斗・南斗の表裏一体による天の平定は成し遂げられなかった。『北斗の拳』の物語はここで一つの区切りを迎えている。
シンに連れ去られた後すぐに、トキと同じ死の病に冒されており、ケンシロウとラオウの最終決戦の直前には、既に余命数ヶ月と幾許もなかったが、ラオウがユリアの秘孔を突いて仮死状態とし、病状を停止させる事で余命を数年までに延命できた。残る余生を送る安住の地を求めてケンシロウと最後の旅に出るが、行き掛りから天帝軍のショウキに提供してもらった隠れ家で、ケンシロウと余生を暮らした。
リンとは直接のからみが省略されているが、リンがケンシロウを愛しているということを察していて、息を引き取る際には、リンを幸せにするようにとケンシロウに思いを託し、彼女に渡すようにと自分の首飾りをケンシロウに預けた（この首飾りは天帝編でケンシロウがリンと再会した時に渡される）。しかし、それでも自分から心が離れられないケンシロウを雷を起こし記憶を消してバットとリンの元へ導くなど、死後もケンシロウのことを天より見守り続けていたように描かれている。

## キャスト
声優
- 山本百合子（初代テレビアニメ版、86年劇場版、PS版ゲーム）
- 鷲尾いさ子（実写映画版吹き替え）
- 石田ゆり子（『真救世主伝説北斗の拳』シリーズ）
- 大浦冬華（『真救世主伝説北斗の拳』シリーズ・少女時代）
- 松尾翠（当時フジテレビアナウンサー）（お台場冒険王）
- 桑島法子（『北斗無双』シリーズ）
- 永野愛（激打2）
- 堀江由衣（DD北斗の拳）
- くぼたあや（『ユリア外伝』モーションコミック）
- 皆口裕子（『北斗の拳 イチゴ味』）
- 儀武ゆう子（『イチゴ味』少女時代）
- 久川綾（『北斗が如く』）
- 魏涼子（『スマートショック』）
- 佐久間レイ（『LEGENDS ReVIVE』、『共闘ことばRPG コトダマン』、『Fit Boxing』）
- 諏訪彩花（『LEGENDS ReVIVE』幼少期）

俳優
- 鷲尾いさ子（実写映画版）

## その他
- 登場当初はシンに抵抗するなど、やや気の強い一面を見せていたが、「南斗最後の将」として登場後のユリアはやや感情に乏しいキャラクターになっている。
- 1986年劇場版では、シンによって強奪された後にケンシロウの生存を知ってサザンクロスの居城から脱出するが、その時にラオウに捕えられ、カサンドラの地下牢でリンとバットが持ってきた花のせいで十字架に磔になる。ラオウとケンシロウの戦いによって十字架が倒れ、リンとバットによって救出されたが、両者の闘気によって吹き飛ばされて行方不明となっている（ユリアと共に吹き飛ばされたリンとバットは、無傷でその場に戻ってきている）。